# 半田孝淳
半田 孝淳（はんだ こうじゅん、1917年9月21日 - 2015年12月14日）は、日本の天台宗の僧侶。第256世天台座主、全日本仏教会会長などを歴任。

## 来歴
長野県小県郡別所村（現 上田市別所温泉）の常楽寺（北向観音本坊）に住職半田孝海の長男として生まれる。旧制上田中学（長野県上田高等学校）を経て、1941年大正大学文学部宗教学科卒業。翌年から応召し、陸軍中尉で終戦を迎えた。1947年別所村議会議員を経て、1949年常楽寺副住職に就任。同年から47年間にわたり保護司を務めた。1961年、常楽寺住職に就任。1971年から1988年まで調停委員を務めた。2004年、曼殊院門跡門主。2007年、第256世天台座主に就任。2012年、全日本仏教会会長に就任。
2015年12月14日、遷化。

## 表彰
- 1977年 - 旧上田市功労表彰[3]
- 1991年 - 勲五等瑞宝章[3]
- 2009年 - 上田市名誉市民[3]

## 家族
実弟の清水谷孝尚は浅草寺貫首。

## 著作リスト

### 共著
- 『新版 古寺巡礼京都〈10〉曼殊院』（赤瀬川原平との共著、淡交社、2007年）
- 『新版 古寺巡礼京都〈12〉延暦寺』（瀬戸内寂聴との共著、淡交社、2007年）